# 王文怡
王文怡（1958年10月26日—）（Wenyi Wang）是一位美国华人医生、《大紀元時報》之記者、《健康與生活》雜誌主編及全球聲援退党運動基金會之執行主任，為法輪功學員。

## 生平
1958年出生于中国吉林省長春市。1983年毕业于长春白求恩医科大学（现并入吉林大学），并留校任教。1987年入芝加哥大學就读研究生，获藥理學博士学位。在美国加州大学圣地亚哥分校医学院擔任駐院醫師时，曾自费到欧洲向訪問其它國家的江泽民抗议。

## 抗議行動
2001年，江泽民访问马耳他之时，王文怡曾突破保安防线，走到江泽民的面前就法轮功遭迫害一事向他提出抗议，要求“停止迫害法轮功”。2006年4月20日，胡錦濤訪美，在胡於白宮致詞之期間，她掏出一面黄色织物，用中文高呼“法轮大法好！”，並用英語大喊“胡主席，神留給你的日子不多了！（President Hu, the days divine gave to you are numbered.）”“布殊總統，阻止他继续杀人！（President Bush, stop him from killing.）”“布殊總統，阻止他迫害法輪功！（President Bush, stop him from persecuting the Falun Gong.）”等口號，整个過程持续近三分钟，直至保安人员将她带離現場。中国大陆媒体和凤凰卫视利用转播的延时，在國內轉播時删去了此一抗議片段。《大纪元時報》隨後就该事件发表声明，王的行为屬个人行为，与《大纪元時報》无关。4月21日，王文怡被無保釋放，但仍被指控涉嫌骚扰、恐吓及威胁外国官员（harassing a foreign official）。如果罪名成立，將面对的最高刑罚是入狱六个月和罚款5,000美元。6月21日，美國聯邦法院哥倫比亞特區法庭經過5月3日、18日和31日的三度延期審訊後，撤销了对王文怡的全部指控。王文怡當天接受媒體採訪時表示，這是美國憲法保障言論自由的精神，也顯示國際社會對中國人權不及格的態度與反應。之後王文怡與多個國家和城市的200多家媒體見面，陳述中共當局對法輪功學員的殘酷迫害，尤其是在2006年3月披露的活體摘取法輪功學員器官之行徑。2008年12月25日，王文怡以全球聲援退党運動基金會執行主任的名義寫信給布什總統，邀請他成為該基金會的榮譽成員。